# Arukku (príncep)
Arukku (assiri A-ru-uk-ku) fou un príncep aquemènida fill de Cir I d'Anshan (avi de Cir II el Gran).
Després de la decisiva victòria assíria sobre Elam el 643 o 642 aC, Cir I es va declarar vassall del rei d'Assíria, Assurbanipal, i com a prova de bona fe li va enviar com a ostatge al seu fill Arukku a Nínive. Amb trota probabilitat va restar a Assíria i hi va morir en data desconeguda.